# Юлії-Клавдії
Юлії-Клавдії — перша імператорська династія в Стародавньому Римі, що правила з 27 до н. е. по 68 роки, складається з декількох римських родів, основним з яких був патриціанський рід Клавдіїв.

## Походження і склад династії
Родоначальником династії вважають Юлія Цезаря, який усиновив свого внучатого племінника Гая Октавія під іменем Юлій Цезар Октавіан. Октавіан став першим римським імператором під ім'ям Гай Юлій Цезар Октавіан Август.
Оскільки у Октавіана не було дітей чоловічої статі, то після нього влада перейшла до дітей його дружини Лівії Друзілли, від першого чоловіка Тіберія Клавдія Нерона Старшого. З того моменту, як Октавіан всиновив Тіберія Клавдія Нерона під іменем Тиберій Юлій Цезар, то основною гілкою династії став рід Клавдіїв, гілка Неронів.
Другу гілку роду Клавдіїв Неронів, що йде від молодшого брата Тиберія, Децима Клавдія Друза стали іменувати Друзами. Децим Клавдій одружився з Антонією Молодшою, поріднившись таким чином як з Антоніями, так і з Юліями, оскільки бабцею Антонії Молодшої по чоловічій лінії була племінниця Юлія Цезаря.
Саме до гілки Друзів і переходить влада після смерті Тіберія. Першим імператором з Друзів стає Калігула, онук Децима Клавдія Друза. Потім влада переходить до Клавдія, дядька Калігули і сину Друза.
Після Клавдія імператором стає Нерон, син Агріпіни, онуки Друза Старшого, дочки Германіка. Агріпіна була одружена з Гнеєм Доміцієм Агенобарбом, представником стародавнього плебейського роду Доміція, яким при Августі був присвоєний патриціанський статус. Після проголошення Клавдія імператором вона стала його дружиною. З її подачі Клавдій усиновив сина Гнея Доміція під ім'ям Нерон Клавдій Цезар Германік.
Також в різний час, через шлюби до Юліїв-Клавдіїв зараховують частину нащадків родів Клавдія Марцелла (ще одна гілка роду Клавдіїв), Віпсаніїв, а також Помпеїв, Кассіїв, Корнеліїв, Еміліїв Лепідів і Валеріїв Мессал.

## Древо династії

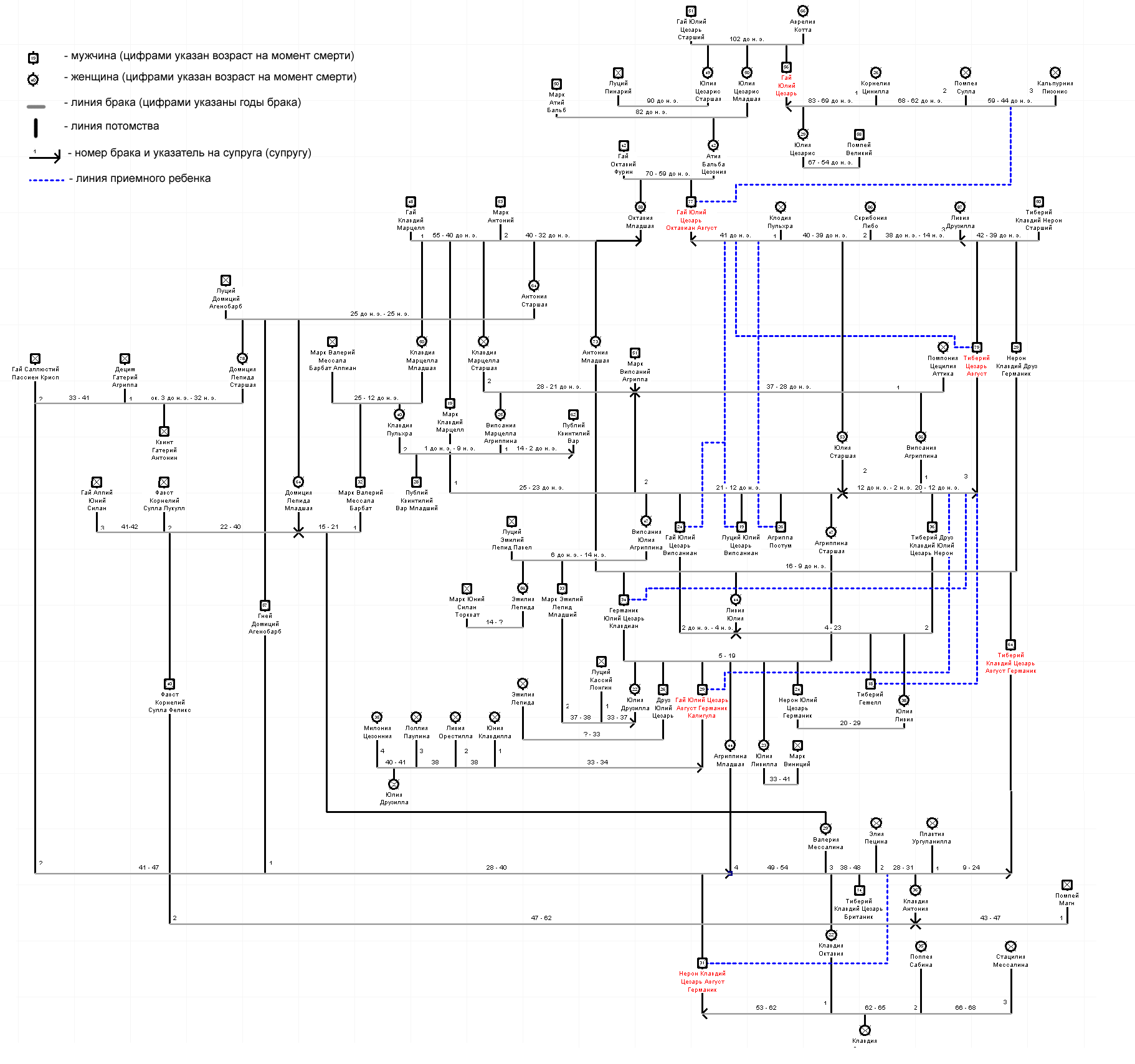
Генеалогічне древо династії Юліїв-Клавдіїв (для зручнішого перегляду відкрийте в повному розмірі. Імператори виділені червоним кольором.)

## Список Юліїв-Клавдіїв
Наведений тут список не може вважатися повним або канонічним, оскільки чітко визначеної межі династії не існує. Наведені тут імена — це перелік найчастіше згадуваних в античній та сучасній літературі людей, причетних до правління династії.
Список наведено в алфавітному порядку:
- Аврелія Котта (120 до н. е. — 54 до н. е.) — Дочка патриція Луція Аврелія Котта і Рутілії Лупи. Шановна римська матрона, мати трьох дітей від Гая Юлія Цезаря Страбона, в тому числі і Юлія Цезаря.
- Агріппа Постум (12 до н. е. — 14 рік н. е.) — остання дитина Агріппи і Юлії, що народився вже після смерті батька. Усиновлений Августом у 2 році, разом з Тиберієм і під ім'ям Постум Юлій Цезар Агріппа, розглядався ним як наступник влади. У 6 році був з невідомої причини відправлений на заслання, де був убитий своєю вартою відразу після смерті Августа в 14 році.
- Агріпіна Молодша (6 листопада 15 — 22 березня 59) — сестра Калігули і остання дружина Клавдія, мати Нерона. Була залучена в змову проти Калігули, метою якого була передача влади Марку Емілію Лепіду Молодшому, за що була відправлена Калігулою на заслання. Повернулася із заслання після його смерті і одружила на собі Клавдія. Владна і цілеспрямована жінка, що змітає зі свого шляху своїх супротивників і мала величезний вплив в Римі. Була вбита своїм сином, імператором Нероном.
- Антонія Молодша (31 січня 36 до н. е. — Осінь 37) — дочка Марка Антонія і Октавії Молодшої, одна з найзнаменитіших жінок епохи становлення імперії, племінниця Августа, мати Германіка і імператора Клавдія, дружина Друза Старшого, брата імператора Тіберія.
- Антонія Старша (39 до н. е. — Не пізніше 25) — дочка Марка Антонія і Октавії Молодшої, племінниця Октавіана Августа, бабця імператора Нерона.
- Атія Бальба Цезонія (85 до н. е. — 43 до н. е.) — Римська матрона, дружина Гая Октавія, мати Октавіана, імператора Августа.
- Валерія Мессаліна (бл. 19 — 48) — дружина імператора Клавдія. Владна і цілеспрямована. В історії залишила про себе пам'ять, в основному завдяки своєму розпусному характеру. Страчена за участь в змові проти імператора.
- Віпсанія Агріпіна (36 до н. е. — 20 рік) — старша дочка Марка Віпсанія Агріппи, перша дружина Тиберія, мати його єдиного сина. Примушена до розлучення з Тиберієм за наказом Октавіана в 12 до н. е., і після чого видана заміж за Гая Азіній Галла.
- Віпсанія Агріпіна (часто — Агріпіна Старша) (14 до н. е. — 18 жовтня 33) — дочка Марка Віпсанія Агріппи і Юлії Старшої, дружина Германіка, мати імператора Калігули. Через інтриги Сеяна і Лівілла заслана в 29 році. Померла на засланні.
- Віпсанія Марцелла Агріпіна (27 до н. е. — бл. 2 року н. е.) — Дочка Марка Віпсанія Агріппи, внучата племінниця Октавіана Августа, дружина Публія Квінтілія Вара.
- Віпсанія Юлія Агріпіна (19 до н. е. — 28 рік) — дочка Агріппи від Юлії Старшої. Найчастіше згадується як Юлія Молодша. У 8 році заслана Октавіаном за перелюбство. Померла на засланні.
- Гай Аппій Юній Сілан (? — 42 рік) — консул 28 року, правитель Тарраконської Іспанії в ранзі проконсула. Третій чоловік Доміції Лепіди Молодшої. Звинувачений у зраді Мессаліною, його донькою від першого шлюбу, і страчений.
- Гай Клавдій Марцелл (88 до н. е. — Травень 40 до н. е.) — Римський консул 50 до н. е., перший чоловік Октавії Молодшої.
- Гай Октавій (? — 59 до н. е.) — Представник багатої плебейської родини вершників, яка за нього перейшла в стан сенаторів. У чині претора був правителем Македонії. Батько Октавіана Августа.
- Гай Саллюстій Пассієн Крісп (? — 47 рік) — прийомний син знаменитого римського історика Гая Саллюстія Кріспа, консул-суффект 27 і консул 44 років, другий чоловік Доміції Лепіди Старшої. Розлучився з нею за наказом Клавдія, щоб одружитися з Агріпіною Молодшою після її повернення із заслання в 41 році. Помер в 47 році, є версія, що був отруєний Агріпіною.
- Гай Юлій Цезар (100 до н. е. — 15 березня 44 до н. е.) — Видатний політичний діяч і воєначальник, неодноразовий консул, диктатор, основоположник Римської імперії.
- Гай Юлій Цезар Август Германік Калігула (31 серпня 12 — 24 січня 41) — 3 римський імператор правив з 37 по 41 рік. Прославився своїм навіженим, жорстоким і розпусним характером. У 41 році був убитий в результаті вдалої змови преторіанців.
- Гай Юлій Цезар Віпсаніан (20 до н. е. — 4 рік н. е.) — Старший син Агріппи та Юлії. Усиновлений Октавіаном у 12 до н. е. Розглядався як найвірогідніший спадкоємець влади. Консул 1 року. Помер під час походу в Вірменію на початку 4 року.
- Гай Юлій Цезар Страбон (Гай Юлій Цезар Старший) — (бл. 135 до н. е. — 84 до н. е.), квестор 99 або 98 до н. е., претор 92 до н. е., прихильник Марія, який одружився з його сестрою. Був пропретором в Азії, де розбагатів. Помер у Римі, згідно з легендою, так само як і його батько, у той час, коли, нахилившись одягав сандалії.
- Германік Юлій Цезар Клавдіан (24 травня 15 до н. е. — 10 жовтня 19 року) — римський воєначальник і державний діяч, усиновлений Тиберієм за наполяганням Августа, консул 12 року, що прославився своїми масштабними німецькими кампаніями. Батько імператора Калігули і брат імператора Клавдія.
- Гней Доміцій Агенобарб (11 грудня 17 до н. е. — Січень 40) — син Луція Доміція Агенобарба і Антонії Старшої. Консул 32 року. Батько Нерона.
- Гней Помпей Магн (Помпей Великий) (29 вересня 106 до н. е.- 29 вересня 48 до н. е.) — римський державний діяч, воєначальник, дворазовий консул Римської республіки, входив до складу першого першого тріумвірату, пізніше — противник Цезаря, який очолив військові дії проти нього.
- Децим Гатерій Агріппа (? — 32 рік) — перший чоловік Доміції Лепіди Старшої, консул 22 року, забитий в 32 році за наказом Тиберія.
- Доміція Лепіда Молодша (10 до н. е. — 54 рік) — дочка Луція Доміція Агенобарба і Антонії Старшої, тітка Нерона, мати Валерії Мессаліни, третьої дружини Клавдія. Була одружена тричі. Звинувачена у зраді Агріпіною Молодшою, після чого страчена.
- Доміція Лепіда Старша (бл. 19 до н. е. — 59 рік н. е.) — Старша дочка Антонії Старшої і Луція Доміція Агенобарба, дружина Децима Гатерія Агріппи (до 32 року) і Гая Саллюстія Пассія Кріспа, який розлучився з нею в 41 році за наказом Клавдія, щоб одружитися з повернулася з посиланням Агріпіною Молодшою. Стала її противницею. Отруєна її сином імператором Нероном.
- Друз Юлій Цезар (7 — 33 рік) — один із синів Германіка. Був звинувачений Лівіллою у тому, що робив замах на владу Тіберія. У 30 році був ув'язнений, де і помер від виснаження в 33.
- Елія Пецина — друга дружина Клавдія, зведена сестра Сеяна, з якою Клавдій одружився в 28 році. У 31, після розкриття змови Сеяна, Клавдій розлучився з Пециною. Від неї він мав дочку, Клавдію Антонію. У 48, після страти Мессаліни, Клавдію пропонували знову одружитися з Пециною, проте він вибрав Агріпіну Молодшу.
- Емілія Лепіда (? — 36 рік) — дружина Друза Цезаря, дочка Марка Емілія Лепіда, консула 6 року. Після смерті чоловіка знову заміж не вийшла. Покінчила життя самогубством, оскільки була звинувачена у зв'язку з чужим рабом.
- Емілія Лепіда (4 до н. е. — 53 н. е.) — Дочка Юлії Молодшої, правнучка Октавіана і внучка Агріппи. У 13 році вийшла заміж за Марка Юнія Силана Торквато. Народила у шлюбі 6 дітей. Отруєна за наказом Агрипини Молодшої з невідомої причини.
- Кальпурнія Пізоніс — римська матрона, третя дружина Юлія Цезаря.
- Квінт Гатерій Антонін — син Доміції Лепіди Старшій та її першого чоловіка, консул 53 року.
- Клавдія Августа (63 рік) — дочка Поппеї і Нерона. Була обожнена Нероном в перші дні свого існування. Померла від хвороби не доживши й до чотирьох місяців, чим глибоко Нерона вжалила.
- Клавдія Антонія (бл. 30 — 66 рік) — дочка імператора Клавдія, була двічі одружена. Страчена за наказом Нерона за те, що відмовилася вийти за нього заміж.
- Клавдія Марцелла Молодша (40 до н. е. — Не раніше 10 рік) — дочка Октавії Молодшої, племінниця Октавіана.
- Клавдія Марцелла Старша (бл. 41 до н. е. — Не раніше 2 рік) — дочка Октавії Молодшої, племінниця Октавіана, друга дружина Марка Віпсанія Агріппи.
- Клавдія Октавія (40 рік — 62 рік) — дочка Клавдія, перша дружина Нерона. Отримала розлучення, коли Поппея Сабіна завагітніла від Нерона. Офіційна причина розлучення — безпліддя. Незабаром Поппея звинуватила Октавію у розпусті і вона була вигнана на заслання. Римська чернь поважала Клавдію, і по місту поповзли чутки, що її спробують звільнити і знову одружити на імператорі. За наказом Поппеї Октавія була вбита.
- Клавдія Пульхра (14 до н. е. — 26 н. е.) — Друга дружина Публія Квінтілія Вара, звинувачена у зраді Сіянийом і страчена в 26 році.
- Клодія Пульхра (іноді Клавдія Пульхра, іноді когномен читають як Пульхара) (бл. 54 до н. е. -?) — Перша дружина Октавіана Августа, розлучення з якою став приводом Перузійської війни.
- Корнелія Цінілла (іноді Корнелія Цінна Молодша) (бл. 94 до н. е. — 68 до н. е.) — Перша дружина Юлія Цезаря і мати його єдиною законнонародженої дочки Юлії Цезаріс.
- Лівія Друзілла (після 14 року Юлія Августа або Лівія Августа) (28 вересня 58 до н. е. — 29 рік) — дружина Октавіана Августа (38 до н. е. — 14), мати імператора Тіберія, баба імператора Клавдія, прабаба імператора Калігули і прапрабаба імператора Нерона. Була обожнений імператором Клавдієм. Одна з наймогутніших і найшанованіших жінок за всю історію Стародавнього Риму.
- Лівія Орестілла — у 38 Калігула викрав її під час шлюбної церемонії і одружився з нею. Через день Лівія отримала розлучення і, пізніше була вислана, за те, що хотіла повернутися до свого колишнього нареченого.
- Лівія Юлія (часто — Лівілла) (бл. 13 до н. е. — 31 рік н. е.) — Дочка Друза Старшого і Антонії Молодшої, племінниця Тиберія, рідна сестра Клавдія, учасниця змови Сеяна. Покінчила життя самогубством після розкриття змови.
- Лолло Пауліна (? — 49 рік) — була змушена розлучитися зі своїм першим чоловіком, Публієм Меммієм Регул, щоб вийти заміж за Калігулу. Калігула вибрав її як дружину через її багатства. Через півроку він розлучився з нею, звинувативши її в безплідді, проте заборонив їй близькі спілкування з іншими чоловіками. Пізніше стала противницею Агріпіни Молодшої, була звинувачена нею у чорній магії, її майно було конфісковано. Вона покинула Італію і покінчила життя самогубством.
- Луцій Доміцій Агенобарб (? — 25 рік) — консул 16 до н. е., чоловік Антонії Старшої, тріумфатор (за просування вглиб території Німеччини, де ніхто до нього не бував), після смерті Августа, за його заповітом успадкував його домашнє начиння.
- Луцій Кассій Лонгін — перший чоловік Юлії Друзілли, сестри Калігули. Був змушений відпустити її, коли Калігула отримав владу. Пізніше був убитий за його наказом.
- Луцій Емілій Лепід Павло (? — 14 рік) — консул 1 року, чоловік Юлії Молодшої. Страчений як змовник в 14 році.
- Луцій Юлій Цезар Віпсаніан (17 до н. е. — 2 рік н. е.) — Один із синів Марка Віпсанія Агріппи і Юлії Старшої. Народжений Луцій Агріппа, усиновлена Октавіаном в 12 році до н. е., розглядався Августом як один із наступників. Помер в Галлії в 2 році від хвороби.
- Марк Антоній (14 січня 83 до н. е. — 1 серпня 30 до н. е.) — Прихильник Юлій Цезаря, тріумвір, один з найпомітніших політиків і воєначальників I століття до н. е.
- Марк Атій Бальб (105 до н. е. — 51 до н. е.) — Римський патрицій, двоюрідний брат Помпея Великого по материнській лінії. Претор під час одного з консульств Цезаря
- Марк Валерій Мессала Барбат (12 до н. е. — 20 рік н. е.) — Перший чоловік Доміції Лепіди Молодшої, батько Валерії Мессаліни, дружини імператора Клавдія.
- Марк Валерій Мессала Барбат Аппіан, уроджений Гай Клавдій Пульхр, усиновлений Марком Валерієм Мессалою, консулом-суффектом 32 до н. е., коли вже був одружений і мав дочку, Клавдію Пульхру. Чоловік Клавдії Марцелли Молодшої.
- Марк Вініцій — консул 30 року, правитель Азії в ранзі проконсула в 38—39 роках, чоловік Юлії Лівілли.
- Марк Агріппа (63 до н. е. — 12 до н. е.) — Римський державний діяч і полководець, друг і зять імператора Октавіана Августа.
- Марк Клавдій Марцелл (едил) (42 до н. е. — 23 до н. е.) — Син Октавії Молодшої і Гая Клавдія Марцелла, перший чоловік Юлії Старшої, дочки Окатвіана. Розглядалося Октавіаном як один з основних наступників. Помер в Байях в рік свого едильства.
- Марк Емілій Лепід (14 рік — 39 рік) — другий чоловік улюбленої сестри Калігули, Юлії Друзілли, син Юлії Молодшої . Після її смерті став коханцем обох її сестер — Агрипини Молодшої і Юлії Лівілли, намагаючись, тим самим, стати спадкоємцем Калігули. Змова була розкрита, а Марк Емілій Лепід страчений.
- Марк Юній Сілан Торкват — чоловік Емілії Лепіди, від якого вона мала шістьох дітей.
- Мілон Цезонія (6 рік — 41 рік) — четверта дружина Калігули, мати його єдиної дочки, Юлії Друзілли. Калігула одружився за нею, коли у неї вже було троє дітей. Не блищала ні розумом, ні красою, проте була полюблена ним. Дочку народила відразу після їхнього весілля. Вбито преторіанцями разом з чоловіком і дочкою.
- Нерон Клавдій Друз Германік (часто — Друз Старший) (14 січня 38 до н. е. — 9 до н. е.) — римський воєначальник, брат імператора Тіберія Клавдія. Молодший син Лівії, чоловік Антонії Молодшої.
- Нерон Клавдій Цезар Август Германік (15 грудня 37 — 9 червня 68) — останній римський імператор з династії Юліїв-Клавдіїв. Мав дуже жорстокий характер. Вважається, що заради свого задоволення підпалив Рим в 64 році. Був скинутий і убитий.
- Нерон Юлій Цезар Германік (6 рік — 30 рік) — один із синів Германіка. Був звинувачений Лівіллою в тому, що робив замах на владу Тіберія. У 29 році був засланий. Загинув на засланні.
- Гай Юлій Цезар Октавіан Август (23 вересня 63 до н. е. — 19 серпня 14) — римський політичний діяч, засновник принципату (з ім'ям Imperator Caesar Augustus, з 16 січня 27 до н. е.), Великий понтифік з 12 до н. е., Батько вітчизни з 2 до н. е., щорічний консул з 31 до н. е., цензор 29 до н. е., внучатий племінник Цезаря, усиновлений ним у заповіті.
- Октавія Молодша (69 до н. е. — 11 до н. е.) — Старша сестра першого римського імператора Октавіана Августа і молодша сестра Октавії Старшої. Одна з найвідоміших жінок в римській історії, шановна і шанована сучасниками за її відданість, благородство, гуманність і збереження традиційних римських жіночих чеснот.
- Плавція Ургуланілла — перша дружина Клавдія, з якою він розлучився з причини її зради з вільновідпущеником Ботероом. Також він не визнав дочку Клавдії, яка народжена нею через п'ять місяців після розлучення.
- Помпей Магн — перший чоловік Клавдії Антонії. Був звинувачений Мессаліною в гомосексуальності і страчений.
- Помпея Сулла — друга дружина Юлія Цезаря, з якою він розлучився в 62 до н. е., коли вона опинилася замішаною у скандал з проникненням Публія Клодія Пульхра на свято Благої богині в будинок Юлія Цезаря. Доказів зради Помпеї не було, проте «дружина Цезаря повинна бути поза підозрами».
- Помпонія Цецилія Аттика (51 до н. е. -?) — Перша дружина Марка Віпсанія Агріппи.
- Поппея Сабіна (30 рік — 65 рік) — друга дружина Нерона. До нього була одружена двічі, в тому числі і на майбутньому імператорі Отоні. У 63 народила Нерону дочка, що померла в дитинстві. У 65 під час сварки Нерон вдарив вагітну Поппею в живіт і від чого у неї трапився викидень, а сама вона померла.
- Публій Квінтілій Вар (бл. 53 до н. е. — осінь 9 н. е.) — Римський воєначальник і політичний діяч у період правління імператора Августа . Був розбитий Армінієм в Тевтобургському лісі, де повністю втратив три легіони. Покінчив життя самогубством.
- Публій Квінтілій Вар Молодший (бл. 1 — 27 рік) — син Публія Квінтілія Вара і Клавдії Пульхри. Страчений після звинувачення Сеяном у зраді.
- Скрібонія Лібон (бл. 70 до н. е. — 16 рік) — друга дружина Октавіана Августа, мати його єдиної дочки Юлії Старшої.
- Стацілія Мессаліна (бл. 35 рік — не раніше 68 рік) — остання дружина Нерона. До нього була одружена і мала сина. Стала його коханкою в 65 році. Після смерті Поппеї її чоловік, Марк Юлій Вестін Аттік був змушений вчинити самогубство, то після чого Нерон одружився з нею. Вела гідний спосіб життя настільки, що змогла вціліти після падіння династії. Отон, під час свого правління збирався одружитися з нею, але не встиг.
- Тиберій Гемелл (19 рік — 38 рік) — син Лівілли і Друза Молодшого, онук Тіберія. Був залучений, хоча і без власного відома, в змова Сеяна, однією з цілей якої була передача йому влади. Це багато в чому, і визначило вибір Тиберія на користь Калігули. Незабаром після приходу до влади, Калігула покарав його.
- Тиберій Друз Клавдій Юлій Цезар Нерон (часто — Друз Молодший) (13 до н. е. — 14 вересня 23 рік) — єдиний син Тіберія, римський воєначальник, консул 15 і 21 років, проконсул в Іллі році з 17 по 20 роки. У 22 році отримав владу трибуна. Несподівано помер у 23 році. Як з'ясувалося пізніше, то при розкритті змови Сеяна, був отруєний своєю дружиною, Лівіллою.
- Тиберій Клавдій Нерон Старший (бл. 85 до н. е. — 33 до н. е.) — Перший чоловік Лівії Друзілли, батько імператора Тіберія, римський воєначальник, який перебував на службі під час правління Цезаря. Після вбивства Цезаря став на бік республіканців, виступав проти Октавіана під час Перузійської і Сицилійської воєн. Був амністований Октавіаном у 40 до н. е.
- Тиберій Клавдій Цезар Август Германік (1 серпня 10 до н. е. — 13 жовтня 54) — римський імператор з 41 по 54 рік, вважався розумово неповноцінним, проте отримав владу після вбивства преторіанцями свого племінника Калігули. Був отруєний своєю дружиною Агріпіною Молодшою.
- Тиберій Клавдій Цезар Британік (12 лютого 41 рік — 11 лютого 55 рік) — єдиний син імператора Клавдія, народжений Мессаліною. Після весілля Клавдія з Агріпіною головним спадкоємцем став вважатися Нерон, який і став імператором після смерті Клавдія. Британік був отруєний напередодні свого 14 дня народження, через 4 місяці після смерті Клавдія.
- Тиберій Цезар Август (42 до н. е. — 37) — прийомний син і зять Октавіана Августа, син Лівії Друзілли від першого шлюбу, прославлений воєначальник, другий римський імператор (з 14 р.)
- Фавст Корнелій Сулла Лукулл (? — 40 рік) — другий чоловік Доміції Лепіди Молодшої. Правнук диктатора Сулли.
- Фавст Корнелій Сулла Фелікс (22 рік — 62 рік) — чоловік Клавдії Антонії, дочки імператора Клавдія. Консул 52 року. У 56 році йому хотіли віддати владу змовники Паллас і Афраний Бурр, однак були викриті Нероном. З'ясувалося, що Сулла не знав про змову. У 58 році був звинувачений за підробленим листом і засланий. Убитий в засланні за наказом Тігелліна.
- Юлія Друзілла (16 вересня 16 — 10 червня 38 року) — сестра Калігули. Є згадки про те, що жила з ним в статевому зв'язку. Була титулована ним як «Божественна Друзілла». Померла, ймовірно, від хвороби, яка перебігала з гарячкою.
- Юлія Друзілла (39 рік — 41 рік) — єдина дочка Калігули від його останньої дружини, Мілон. Народжена відразу ж після весілля. Загинула у дворічному віці, при вбивстві батьків преторіанцями.
- Юлія Лівілла (18 рік — 41 рік) — молодша сестра Калігули. Була залучена в змову проти нього, метою якого була передача влади Марку Емілію Лепіду Молодшому. Була відправлена на заслання. Повернено із заслання Клавдієм, проте у неї встановилися погані відносини з Мессаліни. Була знову заслана і вбита на засланні.
- Юлія Лівія (5 рік — 43 рік) — дочка Лівілла і Друза Молодшого, внучка Тіберія. Як і мати була залучена в змову Сеяна. Після заслання її першого чоловіка, вийшла заміж вдруге, за Гая Рубеллу Бланда. У 43 році була звинувачена Мессаліною й страчена за наказом Клавдія.
- Юлія Старша (39 до н. е. — 14 рік) — дочка Октавіана Августа, єдина його рідна дитина, народжена від шлюбу з Скрібонією. Дружина Марка Віпсанія Агріппи, після — дружина Тіберія. Відправлена Октавіаном на заслання за перелюб, де й померла.
- Юлія Цезаріс (83 або 82 до н. е. — 54 до н. е.) — єдина законна дочка Юлія Цезаря, яка народжена в шлюбі з Корнелією Цініллою. Була одружена з Помпеєм Великим. Померла під час пологів.
- Юлія Цезаріс Молодша (101 до н. е. — 51 до н. е.) — Сестра Юлія Цезаря, вийшла заміж за Марка Атія Бальба, бабця Октавіана, який на її похороні отримав перший ораторський досвід.
- Юлія Цезаріс Старша — сестра Юлія Цезаря вийшла заміж за представника стародавнього патриціанського роду Луція Пінар.
- Юнія Клавділла (? — 37 рік) — перша дружина Калігули з роду патриціїв Юніїв Сіланів. Померла при пологах.

## Люди, що зробили найбільший вплив на політику Юліїв-Клавдіїв
- Гай Кальпурній Пізон — сенатор, римський політичний діяч, організатор невдалого заколоту проти Нерона.
- Гай Кассій Лонгін — один з організаторів успішної змови проти Цезаря.
- Клавдія Акта — вільновідпущениця, коханка Нерона. Вплинула на його стосунки з матір'ю Агріпіною.
- Луцій Анней Сенека — вихователь і радник Нерона.
- Луцій Вітеллій — сенатор, римський політичний діяч за часів Клавдія спочатку був на стороні Мессаліни, потім став на бік Агріпіни. Батько імператора Вітеллія.
- Луцій Елій Сеян — префект преторія при Тиберії, його радник, організатор змови.
- Марк Антоній Паллас — вольновідпущенник, скарбник під час правління Клавдія, коханець Агріпіни.
- Марк Юній Брут — один з організаторів успішної змови проти Цезаря.
- Квінт Невій Корд Суторій Макрон — префект преторія при Тиберії і Калігулі, фактично приніс владу останньому. Один з ключових противників Сеяна, що доносив Тиберію про змову.
- Софоній Тігеллін — радник Нерона, префект преторія в другу половину його правління.
- Тиберій Клавдій Нарцис — вільновідпущенець, секретар Клавдія і який викрив змову Мессаліни.
- Секст Афраній Бурр — вихователь Нерона, префект преторія в першу половину його правління (до 62 року).